# Pearl Forrester
Pearl Forrester is een personage uit de televisieserie Mystery Science Theater 3000. Ze wordt gespeeld door Mary Jo Pehl. Forrester werd geïntroduceerd in seizoen 6, en was van seizoen 7 tot 10 een vast personage.

## Rol in de serie
Forrester is de moeder van Dr. Clayton Forrester. Ze maakte haar debuut in seizoen 6 toen Dr. Forrester haar uitnodigde in Deep 13 in de hoop indruk op haar te maken met zijn experimenten. Al snel werd duidelijk dat ze een relatie had met TV's Frank, tot ongenoegen van Dr. Forrester. Toen TV’s Frank overleed en zijn ziel naar het hiernamaals vertrok, trok Pearl bij haar zoon in om hem te helpen bij zijn werk. Voor Dr. Forrester was erg lastig om zijn moeder over de vloer te hebben daar ze voortdurend de baas over hem en zijn experimenten speelde.
Eind seizoen 7 veranderde Dr. Forrester in een sterrenkind. Dit gaf Pearl de kans om hem opnieuw op te voeden, en het dit keer goed te doen. Dit mislukte, en hij werd weer dezelfde gestoorde wetenschapper als eerst. Daarom vermoordde Pearl hem. Daarna schoof ze de schuld van Claytons dood af op de inzittenden van de Satellite of Love.
Vanaf seizoen 8 werd Pearl de nieuwe primaire antagonist van de serie, en besloot de dood van haar zoon te wreken door het filmexperiment voort te zetten. Rond deze tijd verplaatste de serie zich van het heden naar het jaar 2525. Pearl kwam in deze tijd terecht door zichzelf in te vriezen. In 2525 werd ze ontdooit door een groepintelligente apen (in de trand van Planet of the Apes), die haar tot hun leider maakten. Met hun hulp haalde ze de Satellite of Love terug naar de aarde.
Al kort na aanvang van seizoen 8 werd de toekomstige aarde opgeblazen door een groep mutanten die en atoombom vereerden. Pearl kon ontkomen in haar eigen voertuig, en achtervolgde de Satellite of Love door het universum. Onderweg pikte ze twee nieuwe handlangers op: Professor Bobo en Observer (alias Brain Guy).
Toen de Satellite of Love begin seizoen 9 terugkeerde naar het heden, volgden Pearl en haar handlangers. Ze namen hun intrek toen in Castle Forrester. Hier vond ze documenten van Pearls voorouders, die blijkbaar soortgelijke filmexperimenten hadden uitgevoerd in het verleden. Vanuit het kasteel zette ze haar experimenten voort.
In de aflevering "Quest of the Delta Knights" wisselde Pearl tijdelijk van plek met Mike om zelf eens een film te kijken. Dit in de hoop te ontdekken waarom haar experimenten bleven mislukken. Tom Servo en Crow T. Robot ontwikkelden al snel een sterke liefde voor haar toen ze hen pepermunt gaf, en waren erg teleurgesteld toen Mike weer terugkwam.
Aan het eind van de serie stuurde Pearl per ongeluk de Satellite of Love terug naar de aarde zodat Mike en de robots konden ontsnappen. Hierna werd ze blijkbaar de leider van Qatar.

## Echtgenoten
Pearl is meerdere malen getrouwd geweest, maar al haar huwelijken hielden nooit lang stand. Haar echtgenoten kwamen telkens tijdens de huwelijksreis om het leven.
- Chuck — werd een prairiehond nadat hij en Pearl een pairiehondenkolonie bezochten in Zuid Dakota.
- Felipe — neergeschoten
- Jerome — dood onbekend
- Maury — kreeg hoedenpennen door zijn ogen geprikt tijdens de huwelijksceremonie.
- Wendell — neergeschoten

Het is niet bekend welk van deze mannen de vader is van Dr. Forrester.